# Chalandri
Chalandri (tiếng Hy Lạp: ?) là một khu tự quản ở vùng Attiki, Hy Lạp. Khu tự quản Chalandri có diện tích 11 km², dân số theo điều tra ngày 18 tháng 3 năm 2001 là 75327 người.